# 埃米莉·塔普
埃米莉·塔普（英語：Emily Tapp，1991年6月10日—），澳大利亚女子铁人三项运动员。她曾代表澳大利亚参加2018年英联邦运动会铁人三项比赛，获得一枚银牌。她也曾参加2020年夏季残奥会。